# Dettmar Cramer (Fußballtrainer)
Dettmar Cramer (* 4. April 1925 in Dortmund; † 17. September 2015 in Reit im Winkl) war ein deutscher Fußballtrainer.

## Berufliches Leben

### Anfänge und Abstecher zum Journalismus
Cramers Fußballerlaufbahn begann bei der ÖSG Viktoria 08 Dortmund und Germania Wiesbaden. Bei einem Jugendlehrgang im Jahre 1941 lernte er im Alter von 16 Jahren Sepp Herberger kennen, der sein Förderer wurde. Cramers frühe Karriere als Trainer und Spielertrainer führte ihn zu den Vereinen Teutonia Lippstadt, VfL Geseke, FC Paderborn, TuS Eving-Lindenhorst und TuS Rot-Weiss Peckelsheim. Vom Jahreswechsel 1948/49 bis zum 30. Juni 1963 war er als Cheftrainer des Westdeutschen Fußball-Verbandes in Duisburg tätig.
Zwischendurch bemühte er sich, im Journalismus Fuß zu fassen. Er wurde Erster Redakteur im Bereich Sport beim Zweiten Deutschen Fernsehen. Allerdings hielt es ihn dort nur drei Monate. Nach seinen eigenen Worten vermisste Cramer den direkten Kontakt zum Fußball. Er ging stattdessen drei Jahre lang nach Japan, um wieder als Fußballlehrer zu arbeiten. Dabei war er ab Oktober 1960 zunächst nur für sechs Wochen vom Westdeutschen Fußball-Verband freigestellt worden, um die japanische Nationalmannschaft im Auftaktspiel der asiatischen Qualifikation zur Weltmeisterschaft 1962 gegen Südkorea zu betreuen – über ein länger andauerndes Engagement sollte erst in der Folge entschieden werden. Trotz einer 1:2-Niederlage betreute er die Mannschaft auch beim Rückspiel. Nach einer 0:2-Niederlage übernahm Hidetoki Takahashi zwischenzeitlich das Traineramt der Nationalauswahl, Cramer wirkte jedoch im Hintergrund und initiierte den Bau von Trainingszentren und war als Dozent an Hochschulen tätig. Später unterstützte er als Trainerausbilder und bei der Trainingsarbeit insbesondere mit Nachwuchsspielern und Studenten sowie den Nationaltrainer Ken Naganuma bei der täglichen Trainingsarbeit bei der A-Nationalmannschaft in der Vorbereitung auf die Olympischen Sommerspiele 1964, die zeitweise zu Trainingslagern auch nach Deutschland kam und im Gegenzug die deutsche Amateur-Nationalmannschaft in Japan begrüßen durfte. Diese gewann im Oktober 1963 ein vorolympisches Turnier vor Japan, verlor jedoch ihr abschließendes Spiel gegen die von Dettmar Cramer betreuten Asiaten mit 2:4.

### Zeit beim DFB und als Fußballentwicklungshelfer
Am 1. Januar 1964 kehrte er zum Deutschen Fußball-Bund zurück. Er war unter anderem Assistent von Helmut Schön. In dieser Position begleitete er auch die Fußball-Weltmeisterschaft 1966, zusammen mit Udo Lattek. Nach der Weltmeisterschaft 1966 waren wohl auch Unstimmigkeiten mit Schön mitverantwortlich für Cramers Ausscheiden aus dem Trainerstab der Nationalmannschaft.
Er blieb aber bis 30. Juni 1974 beim DFB, der ihn, wie damals üblich, der FIFA als Entwicklungshelfer und für weitere Zwecke zur Verfügung stellte. Cramer wurde in dieser Zeit in rund 70 Ländern eingesetzt und erwarb er sich so den später oft zitierten Ruf als „Weltenbummler“. Im November 1968 war er Trainer der FIFA-Weltauswahl, als diese zu einem Jubiläumsspiel für die Confederação Brasileira de Futebol auf Brasilien traf. Da das Spiel während der laufenden Saison unter der Woche in Brasilien ausgetragen wurde, erhielt er etliche Absagen – die Mannschaft um die deutschen Spieler Willi Schulz, Franz Beckenbauer und Wolfgang Overath sowie Europas Fußball des Jahres Flórián Albert und Torhüterlegende Lew Jaschin verlor das Duell mit 1:2. Neben Albert waren Roberto Rivelino und der in der Schlussminute erfolgreiche Tostão die Torschützen.
Von 1971 bis 1974 diente er dabei als Nationaltrainer von Ägypten. Dort hatte er zwar keinen Erfolg bei den Qualifikationen zu den Olympischen Spielen und den Afrikameisterschaften von 1972. Bei der im März 1974 in Ägypten stattfindenden Afrikameisterschaften schied er mit der Mannschaft aber erst im Halbfinale gegen die damals im Zenit befindliche Nationalmannschaft aus Zaire, der heutigen Demokratischen Republik Kongo, aus, setzte sich aber im Spiel um den dritten Platz gegen die Nationalmannschaft der Volksrepublik Kongo (heute Republik Kongo) mit 4:0 durch.
Im Dienste der technischen Kommission der FIFA beobachtete er anschließend Spiele der Weltmeisterschaft 1974 in Deutschland. Zudem engagierte ihn die ARD neben Hennes Weisweiler und Uwe Seeler als „sogenannte[n] Experten“ für die WM-Berichterstattung, hierfür erhielten sie jeweils 5.000 D-Mark Honorar (die vom ZDF verpflichteten Experten rund um Udo Lattek erhielten derweil 10.000 D-Mark) – angesichts eines Defizits bei den öffentlich-rechtlichen Sendern und im Raum stehender möglicher Gebührenerhöhungen ein Diskussionsthema im Nachgang zum Turnier. Bei der ägyptischen Nationalmannschaft folgte ihm 1975 der deutsche Burkhard Pape nach.

### Training bei Hertha BSC und Trainer der US-Nationalmannschaft
Im Laufe der Jahre hatte Cramer mehrere Angebote aus der Bundesliga erhalten, die er stets abgelehnt hatte. Für die Saison 1974/75 einigte er sich dann mit Hertha BSC. Bereits Anfang Januar unterzeichnete er einen Dreijahresvertrag, der mit der Saison 1974/75 beginnen sollte. Er ging aber als Trainer mit der kürzesten Amtszeit in die Bundesligageschichte ein (Stand 06/2013): er löste seinen Vertrag bereits nach dem ersten Training, was am 9. Juli war, wieder auf.
Laut dem Nachrichtenmagazin Spiegel hatte er es abgelehnt, mit dem in den Bundesligaskandal verwickelten und vom DFB gesperrten Wolfgang Holst zusammenzuarbeiten. Als dieser die anschließende Pressekonferenz, in der Cramer vorgestellt werden sollte, dann leiten wollte, trat er von seinem Vertrag zurück. Offiziell ließ er „zwingende persönliche Gründe“ verlautbaren. Anderweitig wurde davon gesprochen, dass die Transferwünsche Cramers, der fünf wesentliche Verstärkungen forderte, nur unzureichend abgearbeitet wurden. Als Neuzugänge waren bis zu seinem Dienstantritt nur der 192-Zentimeter-„Funkturm“ Uwe Kliemann und der im Tausch für Johannes Riedl vom 1. FC Kaiserslautern gekommene schwedische Nationalspieler Benno Magnusson zu verzeichnen. Zudem waren nur 13 bundesligareife Spieler unter Vertrag. Bereits am 12. Juli verkündete Hertha, dass der frühere holländische Nationaltrainer Georg Keßler, wegen seiner guten Manieren und seines stets gepflegten Erscheinungsbildes oft „Sir“ genannt, einen Zweijahresvertrag mit einem Monatssalär von DM 12.500 (weniger als Cramer, wie es hieß) erhalten sollte. Das Ganze ging aber noch ein wenig hin und her; ein Rücktritt Cramers vom Rücktritt erschien mal mehr und mal weniger realistisch.
Cramer wurde alsbald für vier Jahre als neuer Nationaltrainer der USA verpflichtet. Noch vor Monatsende dozierte er in New York über die Lebenswirklichkeit des „Soccer“ im damals noch „Land der unbegrenzten Möglichkeiten“ und seine Herausforderung, eine Nationalmannschaft und eine Olympiaauswahl für Montreal 1976 aufzustellen. 100.000 Dollar Jahresgehalt hat man ihm dafür versprochen – das waren damals 260.000 Deutsche Mark. Schon auf dem Rückflug von seinem Besuch beim Finale der Fußballweltmeisterschaft 1974 in München schwärmte der US-Verbandspräsident Jimmy McGuire: „Wäre es nicht toll, wenn wir Cramer dazu bewegen könnten in den USA zur arbeiten? Es wäre das Beste, was dem Fußball in unserem Land passieren könnte.“
Auf der Bank der amerikanischen Nationalmannschaft saß Cramer nur bei zwei Spielen: Anfang September verloren die USA in Monterrey und Dallas zwei Partien gegen Mexiko mit 1:3 und 0:1. Im Januar folgte er plötzlich dem Ruf des amtierenden Titelträgers im Europapokal der Landesmeister nach München. Der US-Verband wollte wegen Vertragsbruchs Schadenersatzforderungen von bis zu 10 Millionen Dollar geltend machen, bis festgestellt wurde, dass kein schriftlicher Vertrag existierte.

### Europapokaltriumphe mit dem FC Bayern
Am 16. Januar 1975 wurde Cramer Cheftrainer des FC Bayern München. Zu Beginn stand er stark in der Kritik. Seine nüchterne Art unterschied ihn sehr von seinem Vorgänger, dem Medienmann Udo Lattek, was sowohl den Vorstand als auch die Fans irritierte. Zudem zeigte sich der US-Verband unzufrieden mit dem überraschenden Ausscheiden seines Cheftrainers und deutete an, die Vertragsauflösung überprüfen zu lassen. Auch tauchte immer wieder der Name Max Merkel, der den Nachbarclub TSV 1860 München trainierte, als möglicher Nachfolger auf. Dass Cramer diese schwierige Phase überstand, hatte er vor allem dem Führungsspieler Franz Beckenbauer zu verdanken, den Cramer beim DFB einst vor der Entlassung aus der DFB-Jugend bewahrt hatte.
Mit den Bayern wurde Cramer 1975 und 1976 Europapokalsieger der Landesmeister. 1976 wurde er Weltpokalsieger. Da der FCB allerdings die deutsche Meisterschaft verfehlt hatte, wurde er schließlich zum Abschied gezwungen. Im Dezember 1977 machte der Verein ein Tauschgeschäft mit Eintracht Frankfurt: Cramer wechselte an den Main, Gyula Lóránt kam an die Isar. Allerdings wurde keiner der beiden Vereine damit glücklich: Der FC Bayern wurde in der Saison 1977/78 nur Tabellenzwölfter (die bis heute schlechteste Platzierung des Vereins in der Bundesliga), und auch die Frankfurter warteten nur mit durchschnittlichen Leistungen auf. Cramers Engagement bei der Eintracht endete am 30. Juni 1978.

### Saudi-Arabien und Rückkehr in die Bundesliga
Von Herbst 1978 bis Dezember 1981 war er in Saudi-Arabien als Nationaltrainer und beim Club Al-Ittihad tätig. Von Dezember 1981 bis Mai 1982 trainierte er den griechischen Verein Aris Saloniki.
Zur Saison 1982/83 kehrte Cramer als Trainer von Bayer 04 Leverkusen in die Bundesliga zurück. Während seiner dreijährigen Tätigkeit erreichte Bayer mit ihm 1983/84 erstmals einen einstelligen Tabellenplatz. Als sich dieser Erfolg in der Saison darauf nicht wiederholte, verließ er den Verein und die Bundesliga.

### Japan

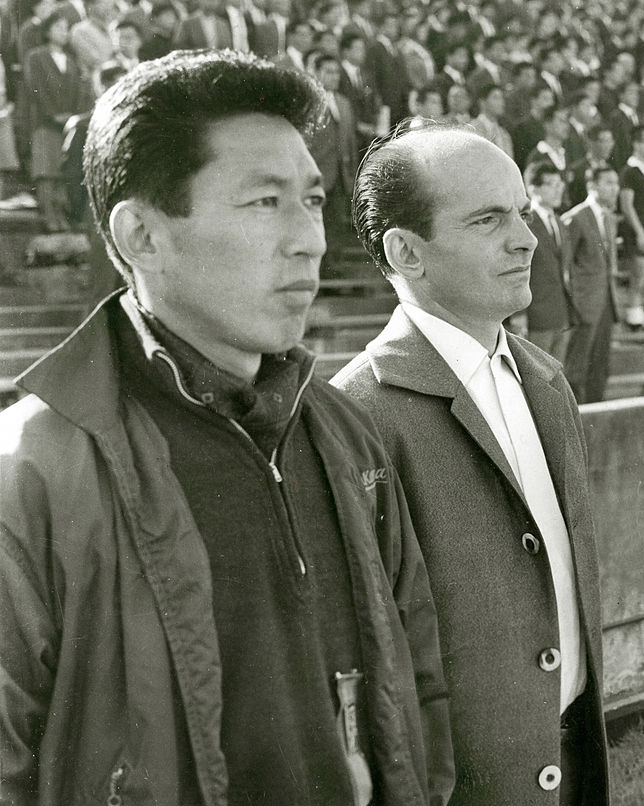
Ken Naganuma und Dettmar Cramer (1963)

Nach seiner Bundesligazeit wirkte er noch auf einigen Auslandsstationen, unter anderem wieder in Japan. Als Berater der japanischen Trainer hatte Cramer eine Schlüsselposition beim bis dahin größten Erfolg der japanischen Fußballnationalmannschaft, dem Gewinn der Bronzemedaille bei den 19. Olympischen Spielen in Mexiko im Jahr 1968, bei denen Japan den Gastgeber Mexiko im Spiel um den dritten Platz mit 2:0 besiegte, inne.
In Japan gilt Cramer bis heute als Begründer des modernen Fußballs. 2005 wurde er in einer ersten Gruppe in die japanische Fußball-Ruhmeshalle aufgenommen. Bis in die 2000er-Jahre ging er auch regelmäßig auf Vortragsreisen in das Land.
2002 verkündete Cramer, er befinde sich ab nun im Ruhestand.

## Privates
Cramer war im Zweiten Weltkrieg Oberleutnant der Fallschirmjäger.
Er war zwei Mal verheiratet. Seine zweite Frau Anna Marie hatte er während eines Auslandsaufenthalts in Bangkok kennengelernt. In der zeitgenössischen Presse wurde damals kolportiert, Cramer habe das Angebot von Bayern München akzeptiert, um seiner Frau einen Gefallen zu tun. Sie wollte, dass die Familie, zu der auch ein damals fast volljähriger Sohn gehörte, endlich sesshaft werde.
Cramer lebte mit seiner Familie im bayerischen Reit im Winkl. Dort starb er am 17. September 2015 im Alter von 90 Jahren. Informationen aus Japan zufolge litt er zuletzt an Krebs. Sein Grab befindet sich auf dem Waldfriedhof Duisburg.

## Auszeichnungen
Als Anerkennung für sein Engagement im Ausland erhielt Cramer zwei Ehrenprofessuren, außerdem wurde ihm das Bundesverdienstkreuz verliehen. Kaiser Hirohito persönlich verlieh ihm den Orden des Heiligen Schatzes dritter Klasse für sein Engagement als Trainer der Nationalmannschaft anlässlich der Olympischen Spiele 1968. Vom Fachmagazin kicker wurde er 1976 zum Kicker-Trainer des Jahres gewählt. Der Japanische Fußballverband bedachte ihn 1996 mit der Auszeichnung für Besondere Leistungen. Ferner wurde Cramer ehrenhalber zum Häuptling der Mohikaner und Sioux ernannt.
Im Jahre 2013 wurde Dettmar Cramer von der Initiative „Deutscher Fußball Botschafter“ der Ehrenpreis für sein Lebenswerk verliehen.

## Trivia
Aufgrund seiner akribischen Arbeit wurde Cramer „Fußball-Professor“ genannt; wegen seiner Körpergröße von nur 1,61 m trug er auch den Spitznamen „Napoleon“. Er ließ sich auch einmal in einer entsprechenden Kostümierung von Diana Sandmann, der damaligen Freundin von Franz Beckenbauer, fotografieren. Sepp Maier nannte ihn scherzhaft „Laufender Meter“. In seiner Jugend betätigte sich Cramer auch als Boxer.
Anfang März 2009 schaltete der Bundesverband der Deutschen Volksbanken und Raiffeisenbanken e. V. eine TV-Kampagne, in der in kurzen Einspielungen auch Dettmar Cramer zu sehen ist. Der Spot stand unter dem Motto „Jeder hat etwas, das ihn antreibt“ und wurde von der Berliner Agentur Heimat konzipiert. Begleitend dazu wurden zehn Porträtfilme entwickelt, deren Verbreitung nur im Internet erfolgte. In den mehrminütigen Filmen erzählten die Protagonisten der eigentlichen Kampagne aus ihrem Leben. Cramer erläuterte in diesem Zusammenhang, wie er den Fußball nach Japan brachte. Im Januar 2010 wurde der Werbespot der Volksbanken und Raiffeisenbanken von den horizont.net-Lesern zum erfolgreichsten Werbespot des Jahres 2009 gewählt.